# 俠盜獵車手：罪惡城市角色列表
這裡是俠盜獵車手：罪惡城市的角色列表，列出了俠盜獵車手：罪惡城市中所有的角色。

## 主要人物

### 湯米·维赛迪（Tommy Vercetti，1951 - ）
配音：雷·利奥塔
俠盜獵車手：罪惡城市的主角，維賽迪家族的教父，曾經是自由城黑手黨弗雷利家族的一員。

### 肯·羅森堡（Ken Rosenberg，1953 -）
湯米的律師，喜好吸毒，導致他有些神經質。
在還未成為湯米的律師前，肯原本是佛雷力家族的律師，但打官司打贏的機率非常低，原因是因為肯是以作弊的方式考上律師的，因而被佛雷利家派到罪惡城當黑手黨的線人。
湯米來到罪惡城後，肯開車替湯米一行人載到罪惡港，卻被暴徒襲擊，因此與湯米不斷找出錢的下落。在湯米買下馬里部酒館後，在酒館替客人彈琴，並與湯米一起策劃搶銀行的行動。在蘭斯被殺後，接替了蘭斯的職位，與湯米成為好友。
但好景不長，肯在不久後就被律師公會發現是以作弊的方式考上律師的，因而被開除。這使得肯很鬱卒，因此不斷地吸毒，終至毒品成癮，因而湯米將他送到位於聖安地烈斯州的卡森堡醫學中心去戒毒。花了半年的時間，肯雖然戒毒成功，但頭也變禿了，而且湯米不只與他絕交，更將他趕出罪惡城，使的肯只好去拉斯雲組華發展。

### 兰斯·万斯（Lance Vance，1954 - 1986）
配音：菲利普·迈克尔·托马斯（電影《邁阿密風雲》裡飾演主角）
本遊戲主要配角，出現在《罪惡城市》和《罪惡城市傳奇》的角色。為《罪惡城市傳奇》主角维特的弟弟。協助他打擊三大黑幫。有勢利眼和小氣。能駕駛直昇機，汤米的拍檔。但在最後為了錢而出賣汤米，其实也是承受不住汤米的脾气，汤米曾在手下面前大骂他，导致他在帮派里颜面尽失。在最後一個任務“Keep Your Friends Close......”被汤米殺死。

## 重要人物

### 桑尼·佛雷力（Sonny Forelli， - 1986）
配音：湯姆·塞茲摩爾
桑尼是佛雷力家族（Forelli Family）的領導人。和另一個義大利黑手黨──里昂家族（Leone Family）一直是處於水火不容的對立狀態。
桑尼和湯米很早就認識，在湯米加入佛雷力家族後，長年與湯米關係很好，但湯米那憤世嫉俗的個性以及善於處理事情的能力，讓桑尼擔心自己總有一天會被湯米給毀掉，因而陷害湯米，害他被關進大牢長達15年。
15年後，佛雷力家族決定開始向南方的罪惡城發展，第一件事就是和萬斯家族進行交易，而桑尼認為湯米就是第一人選，但多半的人都不贊成。不過桑尼卻認為湯米可以替家族先在罪惡城打下基礎，因此桑尼派了兩名小弟陪同湯米去罪惡城。
但隨著錢被搶走，再加上湯米後來對於桑尼的來電都敷衍過去，以及蘭斯的背叛，因此桑尼帶領家族成員直接殺入湯米的豪宅，與維賽堤幫展開一場大槍戰。最後，佛雷力家族徹底大敗，多半的成員也都被殺，桑尼也包含其中。

### 维克托·万斯（Victor Vance，1948 - 1986）
萬斯家族（Vance Family）前任領導人，《罪惡城市傳奇》的主角。不僅是汤米的好友，也是兰斯的哥哥，在動畫一開始與汤米進行毒品交易時被迪亚兹的手下槍殺。

### 胡安·加西亚·科特斯（Juan Garcia Cortez）
配音：勞勃·戴維
绰號“上校”，简称Juan Cortez、Cortez，在罪恶城交遊廣泛，經常在自己的豪華遊艇上開派對，於任務「The party」的動畫中首次登場。最后在「All Hands On Deck」遭到法国GIGN小组的袭击，但均被汤米打败，科特斯逃回家乡。

### 梅赛德斯·科特斯（Mercedes Cortez）
科特斯上校的女兒，初次登場於任務「The Party」的動畫中，似乎對汤米有好感。後在任務「Love Juice」中成為暴力至上樂團（Love Fist）的歌手，最後在小哈瓦那做了妓女。而科特斯却问道“女儿是否做了令他可耻的律师？”

### 里卡多·迪亚兹（Ricardo Diaz，1942 - 1986）
當地的大毒梟，南美洲哥倫比亞裔，在海星島擁有一棟豪華別墅，性格粗暴冲动。遊戲剛開始的動畫中，维特與汤米正在進行毒品交易時，他派出三名手下以槍殺死當時在場的所有人（汤米、肯與兰斯三人僥倖逃脫，迪亚兹杀人是因为与桑尼关系紧张），在任務「Death Row」中又指派手下綁架兰斯，抓到小海地的垃圾场，也因此當汤米成功救出兰斯並將兰斯送去市区醫院治療時，兩人便計畫幹掉他，所以在任務「Rub Out」中，他被汤米跟蘭斯兩人殺掉，其別墅和帮派也被汤米所接收。

### 肯特·保罗（Kent Paul，1965 - ）
英國人，在罪惡城是馬里布酒館的經營人，同時也是暴力至上樂隊（Top Fist）的經紀人。在遊戲曾替湯米提供有關被偷的錢的下落以及其他情報，但也常常被湯米毆打，致使保羅對湯米不滿而離開罪惡城，回去英國。
後來保羅成為另一個歌手 - 馬可（Maccer）的經紀人，並帶馬可前去聖安地列斯州的拉斯雲組華發展，但卻被黑手黨欺負，在後來靠CJ的協助下才脫困，並成為羅西的助手。

### 菲尔·卡西迪（Phil Cassidy）
常出現在《俠盜獵車手》系列的軍火商。在罪惡城也有開設武器王国（Ammu - Nation）軍火店。越戰退伍軍人。於資產任務「The Shootist」加入汤米搶銀行的行列。在任務「Boomshine Saigon」中因誤爆炸彈而變成獨臂。在俠盜獵車手III和俠盜獵車手:自由城故事中是一名獨臂的軍火商。

### 史蒂夫·斯科特（Steve Scott）
色情片導演，初次登场于“The Party”，环球电影厂（Inter Global Films）拥有者（后来被汤米替代）。

### 凯迪·苏珊（藝名，真名凯迪斯•珊德 Candice Shand， 1963 - ）
只穿著泳衣的橘髮女人，為斯科特的色情片角色，初次登場於任務「The Party」的動畫中。另在圣安地列斯里的Vinewood区里的广告牌上可见，其演过的电影约6个，其中Let me Bounce又在自由城故事中登场。

### 布莱克先生（Mr. Black）
稱呼汤米為里欧（由于里欧死后，他的手機被汤米奪走，所以以為汤米是里欧本人），是本遊戲最神秘的人物。雖然並未在本遊戲裡未露面，但卻以語音的方式錄音在任何一座公共電話中，再打手機指派汤米去解他所委託的任務。

### 艾弗里·卡林顿（Avery Carrington，1935 - 1998）
德克薩斯州的物產要人和房地產開發者，總是戴著牛仔帽。分配給汤米的任務為三個支線任務，他在1998年到自由城時被愛徒唐纳德和主角托尼殺害（抵达法兰西斯国际机场后的一小段时间后就被杀死了，托尼还抢走了他的包，最后他的尸体被唐纳德抢走）。

### 杰兹·托伦特（Jezz Torrent）
暴力至上樂團的團員之一，也是主唱。初次登場於任務「The Party」的動畫中。

### 米奇·貝克（Mitch Baker）
越戰退伍軍人，後來成為摩托車愛好者，為失落摩托車黨的首領。

## 次要人物
亚历克斯·什鲁布（Alex Shrub）
罪恶市國會議員，常和凯迪私會，初次登場於任務「The Party」的動畫中。
BJ•史密斯（BJ Smith）
汽車展示廳的負責人（后被汤米替代），原名BJ•琼斯，初次登场于The Party的动画中。
杰兹·托伦特（Jezz Torrent）
暴力至上樂團（Love Fist）的團員之一，也是主唱。初次登場於任務「The Party」的動畫中。
佩西、迪科和威利（Percy、Dick、Willy）
同托伦特一样，均是暴力至上乐队的成员，均首次出现于Love Juice的动画中。
冈萨雷斯（Gonzalez）
原是科特斯的手下，因叛变科特斯上校後在任務「Treacherous Swine」中被汤米殺死。另出现于罪恶城故事。
帕斯多·理查兹（Pastor Richards）
僅登場於動畫「The Party」的動畫中，罪恶都市公共电台的人员。
里欧·迪尔（Leo Teal）
一個廚師，於任務「Back Alley Brawl」中被汤米殺死，其手機也被汤米奪走。似乎和古巴幫（Cuban）的首領翁贝托·罗宾那有密切關係。
卡尔·皮尔森（Carl Pearson）
僅登場於支線任務「Road Kill」，是一名比薩外送員，而後在他賣完50個比薩以前就被汤米殺掉。
道森夫人（Mrs.Dawson）
仅登场于任务「Waste the Wife」，因为丈夫的背叛而准备逃离罪恶城，最后被汤米杀死。
翁贝托·罗宾那
配音：丹尼·特雷霍
出現在《罪惡城市》和《罪惡城故事》的人物。古巴帮（Cubans）的老大，爸爸阿尔贝托·罗宾那（Alberto Robina）在小哈瓦那（Little Havana）地區開了一間咖啡廳。個人喜好女色。
阿尔贝托·罗宾那
出現在《罪惡城市》和《罪惡城故事》的人物。古巴老大翁贝托的爸爸，在小哈瓦那地區開了一間咖啡廳，有心臟病的問題。
里科
古巴帮的成員，認識汤米後兩人成為了朋友。支線任務「Naval Engagement」中自己的船被海地帮成员炸毀，不過成功僥倖逃脫，保住了一命。
宝莱阿姨（Auntie Poulet）
海地帮（Haitians）的領袖，好像很久以前就認識汤米了。似乎能使用所謂的巫術。有一名退休的爷爷。但在汤米完成任务“Dirty Lickin's”后，与汤米断绝关系，致使汤米倒向了古巴帮。
佩佩
古巴帮的成員，認識汤米後兩人成為了朋友。僅登場於支線任務「Trojan Voodoo」，与汤米、里科等人一起炸掉了海地帮的毒品工廠。
米奇·贝克（Mitch Baker）
越戰退伍軍人，後來成為摩托車愛好者，飛車黨首領。
卡姆·琼斯（Cam Jones）
鎖匠。在資產任務「No Escape?」中，汤米把他從警局的監獄中救出，及後與汤米等四人一起搶銀行。玩家可以选择把他杀死。
希拉里·金（Hilary King）
逃亡駕駛。在資產任務「The Driver」中，因汤米在車賽中贏過他而答應加入搶銀行的行列。資產任務「The Job」中負責接應搶銀行的汤米三人，卻因事跡敗露，希拉里被特警亂槍射死。

## 其他次要人物
麦克•格里芬（Mike Griffin）
是黑先生在“Autocide”任务中提到的欧洲六人帮中的其中一个，普通工人，在他装修完广告牌之前就被汤米所杀。
蒂克•坦纳（Dick Tanner）
"欧洲六人帮"中的其中一个，乘坐着运钞车（Securicar），被汤米杀死，其实蒂克只是一个普通的保安。
另外在侠盗猎车手III中有一个山口组高级司机叫坦纳（见侠盗猎车手III角色列表）
马克斯•哈蒙德和法兰克•卡特（Marcus Hammond and Franco Carter）
两个人是欧洲六人帮中的特工组，任务中由马克斯开车，卡特坐在副驾驶，双双被汤米杀死（也有可能说卡特开车，马克斯坐副驾驶）。
尼克•龚（Nick Kong）
欧洲六人帮中唯一一个中国人，1986年前加入此帮，其小船被汤米所破坏，尼克也随之死亡。
查理•迪尔森（Charlie Dilson）
欧洲六人帮中的摩托爱好者，任务中查理驾着一辆PCJ-600摩托车，汤米将他杀死后，其摩托车也被汤米抢走。
乔治奥·佛雷力（Giorgio Forelli）
佛雷力家族的成員，桑尼的堂兄，虽然並沒有在本遊戲中露面，但在任務「Jury Fury」中被別人告上法庭，而汤米協助恐嚇陪審員，使希奥尔西奥無罪釋放。
唐纳•勒夫（Donald Love）
1986
艾弗里•卡林顿的保护者，只出现于“The Party”和“Two Bit Hit”。带着一副眼镜。
1998-2001（见侠盗猎车手III角色列表）
后来因觉得艾弗里想夺走自己的事业，唐纳为此展开复仇。1998年艾弗里搭乘飞机准备前往史丹顿岛的潘兰迪克（Panlantic）公司，抵达法兰西斯国际机场后的不一会儿，唐纳就派托尼将他杀死并拿走他的箱子。唐纳最后将其尸体夺走。2001年唐纳的朋友东方老人遭到警察逮捕，派克劳迪拯救他，并让克劳迪杀死了加濑健治，后来又离开了自由城。
皮埃尔•拉彭思（Pierre La Ponce）
任务“Mall Shootout”中出现的那名法国信使，发现汤米即将被法国SWAT小组伤害的时候突然叛变，汤米很快就杀死了他。
哈里和李（Harry and Lee）
游戏一开始时汤米的随身保镖，在汤米与维特交易的过程中，被迪亚兹的手下所杀，同样被杀的还有维特。
迈克（Mike，注意：不是麦克•格里芬）
是一名小人物，首次出场于“The Party”，原来是迪亚兹的手下。迪亚兹死后，就成为汤米的好朋友和随扈，后来只出现于“Bar Brawl”和“Copland”中。
茂德•汉森（Maude Hanson）
是“爆炸樱桃”冰淇淋工厂的所有人。只在汤米买下工厂时以及“Distribution”中出现过，还臭骂了汤米一顿。
欧内斯特•凯利（Earnest Kelly）
小海地印刷厂的拥有者，资产任务“Cap the Collector”中被桑尼的手下暗杀未遂，险些死亡。
库格尔、齐伯林（Cougar and Zeppelin）
罪恶城市出了名的两位摩托车手，任务“Alloy Wheels of Steel”中与汤米比赛，均输给他。
无名赛车手
只出现于“Alloy Wheels of Steel”，车技可能不如库格尔和齐伯林，同样输掉了比赛。
得瓦因、杰斯洛（Dwaine and Jethro）
船坞的所有人，只出现于“Boatyard Purchase Cutscene”。两人被汤米赶出船坞后，就来到圣安地列斯州的圣辉洛落脚,得瓦因是卖热狗，而杰斯洛则是修车工，两人后来在嬉皮特鲁斯（The Truth）的介绍下在主角CJ位于圣辉洛的修车厂工作。
朵里斯（Doris）
又称第罗斯，考夫曼出租汽车公司拥有者，总是出现于出租车任务中。
佩得罗•加西亚（Pedro Garcia）
墨西哥帮领导人，只出现在“Gun Runner”中，后被汤米杀死，墨西哥帮也随之销声匿迹。
精神病患者（The Psycho）
讨厌暴力至上樂團的人，此前患有精神病。几乎被汤米杀死。
地产开发商（Property Developer，是Avery Carrington的对手）
此地产开发商每天都在叶脉地区高尔夫俱乐部练球，由于有占领艾弗里的地产，艾弗里派汤米将此人以及他的保镖都杀死。仅在任务“Four Iron”中出现过，只说了一段话。
偷毒品的人（Love Juice Dealer）
人物原型为考夫曼汽车的驾驶者，因偷走了汤米为暴力至上买的毒品被汤米杀死，只出现于“Love Juice”。
主页酒吧拥有人（Front Page Café Owner）
仅登场于“Bar Brawl”，有两名保安守卫（已被汤米杀死），向汤米提供情报后，下令汤米去杀死保安帮的剩余人员。